# Bertrand Mandico
Bertrand Mandico es un director de cine experimental francés de cortometrajes, mediometrajes, ensayos experimentales y dos largometrajes.The Wild Boys, su primer largometraje, fue nombrada la mejor película de 2018 por Cahiers du cinéma. Sus películas a menudo se interesan por el cuerpo y la fluidez de género e incorporan fotografías y elementos escritos.
Nacido en 1971 en Toulouse, Mandico se graduó en el programa de dirección cinematográfica en la escuela Gobelins de París.
Mandico tiene un método de trabajo inusual. Prefiere crear el audio de sus películas en posproducción. Los actores se sincronizan posteriormente y los sonidos ambientales y la música se superponen. Sin embargo, siempre filma sus imágenes en película a color, sin imágenes de postproducción. La proyección de fondo y la superposición se realizan durante el rodaje.

## Filmografía
Mandico ha dirigido 40 cortometrajes, comerciales de televisión y videos musicales.
- Le cavalier bleu (1998, breve)
- Tout ce que vous avez vu est vrai (2006, breve)
- Ensayo 135 (2007, breve)
- Il dit qu'il est mort (2008, breve)
- Mie, l'enfant desciende du songe (2009, breve)
- Sa majesté petite barbe (2010, breve)
- Lif og daudi Henry Darger (2011, corto)
- Boro en la caja (2011, corto)
- S.. . sa.. . Salam. . . Sallammbô (2012, corto)
- Living Still Life (2012, corto)
- Cabaret prehistórico (2013, corto)
- Notre Dame des hormonales (2014, breve)
- Y'a-t-il une vierge encore vivante? (2015, corto)
- Souvenirs d'un montreur de seins (2016, breve)
- Policía depresivo (2016, corto)
- Los chicos salvajes (2017)
- Después de azul (2021)